# Dorsale di Lomonosov

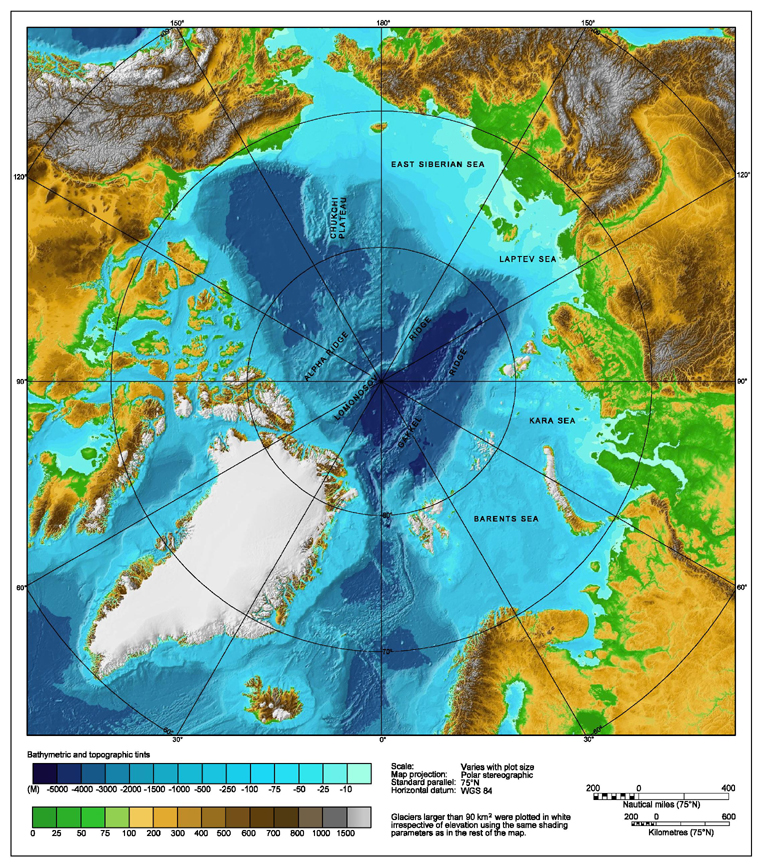
Mappa batimetrica e topografica dell'Artico

La dorsale di Lomonosov è una dorsale sottomarina che si snoda sul fondo del Mar Glaciale Artico collegando la Piattaforma di Lincoln, al largo della costa canadese dell'Isola di Ellesmere con la Piattaforma siberiana al largo delle coste della Siberia. Questa dorsale passa molto vicina al Polo Nord geografico.

## Dispute territoriali
La dorsale di Lomonsov è oggetto di rivendicazioni da parte di tre dei cinque stati rivieraschi dell'Oceano Artico: Canada, Danimarca e Russia, nel quadro delle disposizioni istituite dall'articolo 76 della Convenzione delle Nazioni Unite sul Diritto del Mare.
La Federazione Russa è stata nel 2001 il primo stato artico a presentare presso la Commissione per i Limiti della Piattaforma Continentale una domanda di ampliamento della Zona Economica Esclusiva argomentando che la dorsale faceva parte della sua piattaforma continentale.
Il 6 dicembre 2013 anche il Canada ha presentato domanda presso la Commissione, seguito il 15 dicembre 2014 dalla Danimarca. Entrambi i dossier mirano a dimostrare come la Dorsale di Lomonosov sia parte delle rispettive piattaforme continentali.